# Tony Reeves
Anthony „Tony“ Reeves (* 18. dubna 1943, New Eltham, jihovýchodní Londýn) je anglický baskytarista a kontrabasista, oceňovaný pro „mimořádně výraznou a složitou hru na tento nástroj“ a využívání elektronických efektů.

## Kariéra
V mládí se učil hře na kontrabas a hrál v lokálních jazzově orientovaných skupinách (někdy též s Wes Minster Five, spolužáky ze základní školy Colfes Grammar School v Lewishamu Davem Greensladem a Jonem Hisemanem) Reeves a Hiseman se později podíleli na natáčení alba Johna Mayalla Bare Wires a založili skupinu Colosseum.